# Vrtra
Vrtra, též Triširas či Višvarúpa, je ve védském náboženství a hinduismu démonický had či drak, protivník hromovládného boha Indry. Podobá se mu démon Vala, též poražený Indrou. Vrtra má řadu paralel v dračích či hadích protivnících indoevropských bohů a hrdinů jako je zarathuštrický Apaoša, řečtí Týfón, Pýthón a Hydra, severský Jormungand nebo albánský Kulšedra. Vrtra představuje personifikované sucho poražené Indrou jako bohem pastevců a zemědělců aby se mohly nebeské i pozemské vody dát do pohybu. Vládne magickou silou májá umožňující měnit vzhled věcí a tedy i klamat.:s.67–68 Z jména Vrtra vychází titul Vrtrhán „přemožitel Vrtry“, který kromě Indry nese ještě několik dalších božstev.
Vrtra podle rgvédského hymnu 1.32 zadržoval světové vody. Indra se na něj vypravil ozbrojen vadžrou a posilněn sómou a jeho porážce zabil i jeho matku Dánu a rozťal horu či jeskyni ukrývající vody. Podobný souboj se opakuje v pozdějším rgvédském hymnu 10. 8 kde je Vrtra pod jménem Triširas „Trojhlavý“ poražen Trita Áptjem, pomocníkem Indry, který se též účastní boje. Triširas je však označen za syna Tvaštara a z Indra se tak stal vinným bratrovraždou.:s.68–67, 71
V Máhábháratě se vypráví příběh o tom jak se bůh Tvaštar cítil z nejasných důvodů, a tak vytvořil démona jménem Višvarúpa. S tím Indra uzavře smlouvu, podle které jej nemůže zabít „ani vlhkým ani suchým, ani kamenem ani dřevem, ani hromoklínem ani zbraní, ani ve dne ani v noci“ a obejde ji tak, že jej zabije za soumraku pěnou. Motiv Indrova použití mořské pěny jako zbraně se objevuje již Bhágavata Puráně. V té je démon Namuči nezranitelný suchou ani mokrou zbraní v důsledku splnění přání bohem Brahmou.:s.370:s.198

## Etymologie
Jaan Puhvel vykládá jméno Vrtra stejně jako jméno boha vesmírného řádu Varuny z kořene -vr „uzavřít, znemožnit pohyb, omezit“ a překládá jej jako „tarasitel, věznitel“. Martin Lichtenfield West v podobném duchu považuje toto jméno za životnou maskulinní formu neutra vṛtám „překážka, odpor“. Kromě toho je nazýván také Triširas „trojhlavý“ nebo Višvarúpa „mající všechna těla“, z nichž druhé odkazuje na jeho schopnost měnit podobu. Uvedená jména však mohou být starší než běžně užívané jméno Vrtra. Indrův titul Vrtrahán „zabiják Vrtry“ totiž vzhledem k výše zmíněné etymologii může být překládán jako „zabiják nepřátel“ či jednoduše „vítěz“.:s.67–68:s.135, 146
Analogická jména lze nalézt v avestánštině. Jedná se jazatu Verethragnu, odpovídajícího Vrtrahánovi, a zosobňujícího vítězství a démona Apaošu. Jméno Apaoša vychází z *ap(a)-vrt- „vody zadržující a tento démon je poražen Tištrjou.:s.257
| Co jsi, Indro, zabil prvního z hadů, zmařil kouzla těch, kdo vyznávají klam, slunce, nebe, úsvit prvně vytvořil, nenašel se soupeř, jenž by se ti rovnal. Srazil Vrtru, nepřítele bez plecí, mocným hromoklínem, jímž je ozbrojen. Jak podťatý strom břitem širočiny roztáhl se had křížem přes širou zem. Slepě jako hlupák, co nepoznal boj, vyzval bohatýra, postrach nepřátel. Neschopen čelit smrtící spršce ran s rozbitým nosem teď leží Indrův sok. |
| Část rgvédského hymnu 1.32 o poražení Vrtry:s.86, 870 |